# Solok (Stadt)
Solok ist eine Binnenstadt in der Provinz Sumatera Barat (Westsumatra) auf der (nach Borneo) zweitgrößten indonesischen Insel Sumatra. Sie liegt im Zentrum der Provinz und ist ringsum vom gleichnamigen Regierungsbezirk (indonesisch Kabupaten) umgeben. Nur im Westen grenzt sie in einem schmalen Streifen an die Provinzhauptstadt Padang. Solok beherbergt auf 58,72 Quadratkilometern 82.478 Einwohner, von denen 50,20 % Männer und 41.072 Frauen sind.

## Geographie

### Lage
Die autonome Stadt (indonesisch Kota) mit gleichen Rechten wie ein Regierungsbezirk erstreckt sich zwischen 0° 44′ 28″ und 0° 49′ 12″ n. Br. sowie zwischen 100° 32′ 42″ und 100° 41′ 12″ ö. L. Nach Sawahlunto sind es 31, nach Padang (Zentrum) 64, nach Bukittinggi 72 sowie nach Payakumbah und Pariaman jeweils 106 Straßenkilometer. Hinsichtlich Bevölkerungszahl und Ausdehnung belegt Solok unter den sieben autonomen Städten der Provinz jeweils den fünften Platz.

### Wetter und Klima
Auf Grund der Äquatornähe herrscht, wie in ganz Indonesien, tropisches Regenwaldklima (feuchttropisches Klima). Man unterscheidet eine trockene Jahreszeit (Juni bis September) und die Regenzeit (August bis November). Nachfolgende Wetterdaten oberhalb der Klimatabelle widerspiegeln historische Wetterdaten der Quelle.

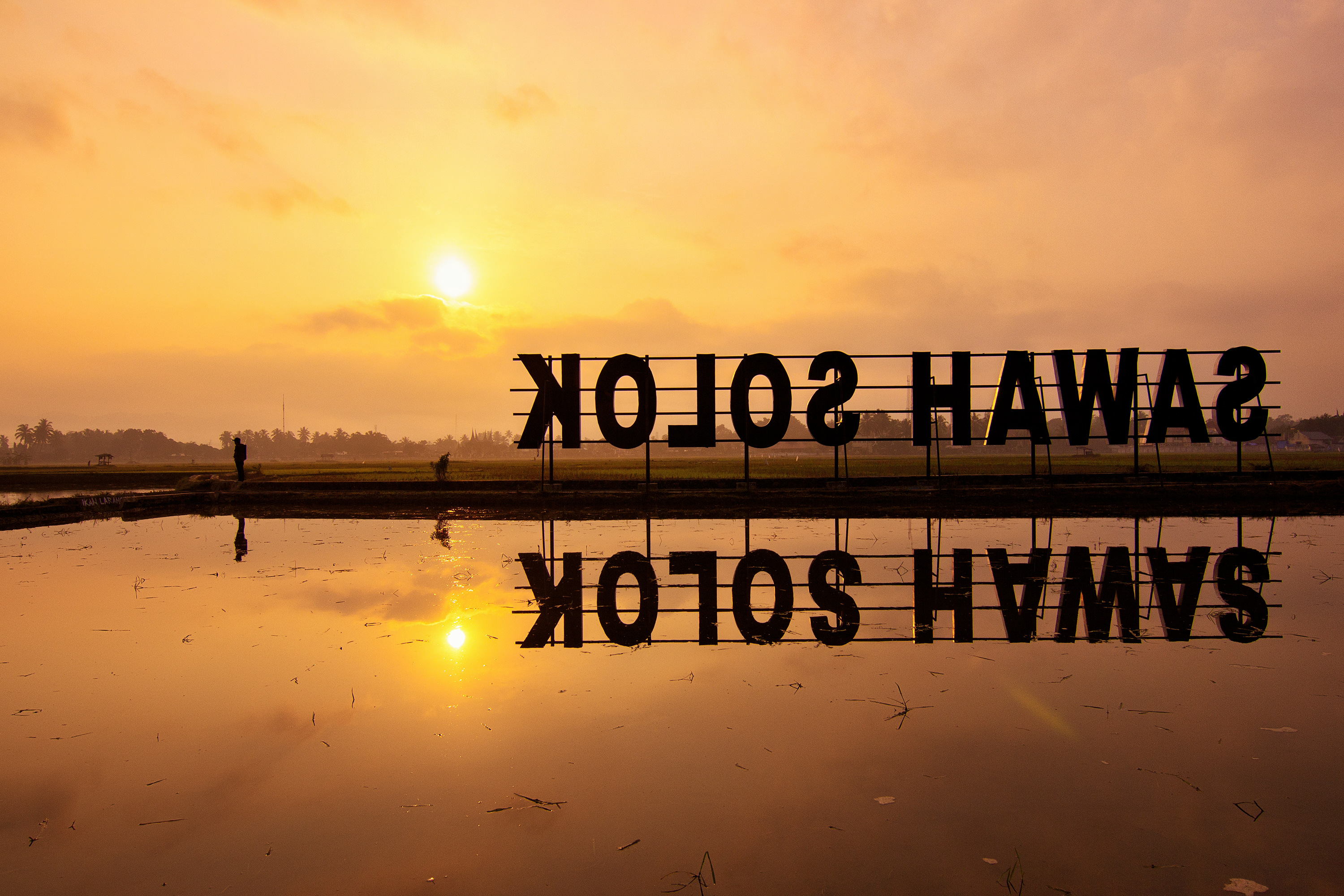
Reisfelder in Solok

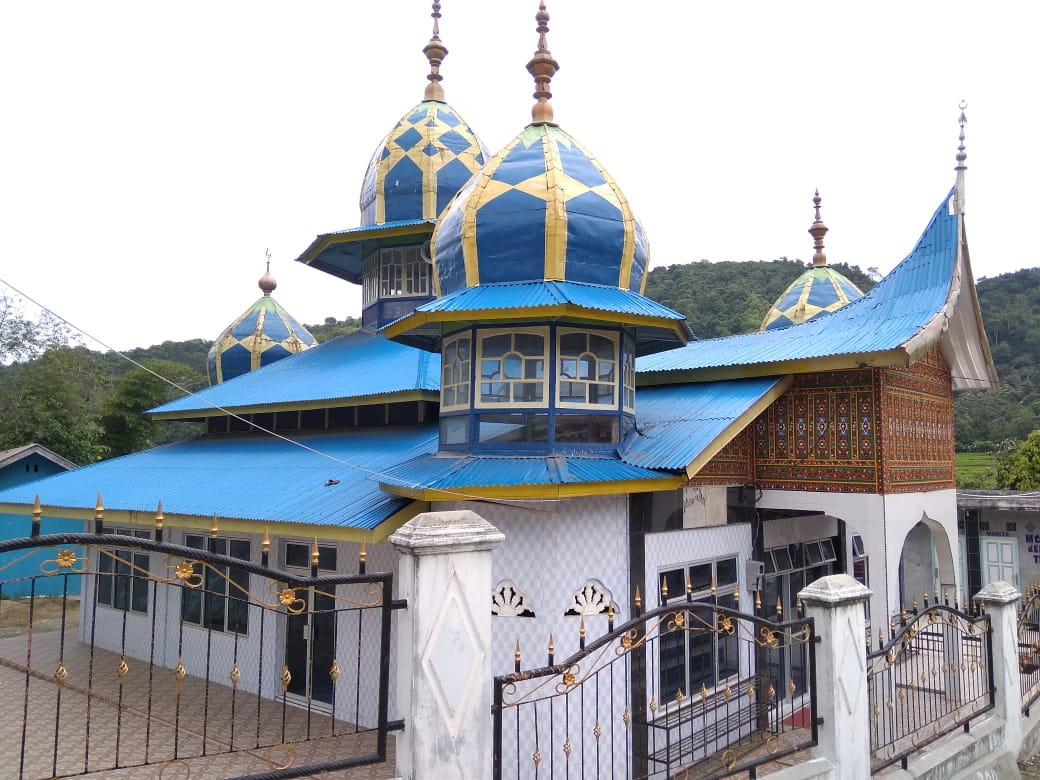
Die Moschee Al-Falah in Laing Pasir

|                        | Jan  | Feb  | Mär  | Apr  | Mai  | Jun  | Jul  | Aug  | Sep  | Okt  | Nov  | Dez  |   |      |
| Mittl. Temperatur (°C) | 22,1 | 22,4 | 22,7 | 22,8 | 23,2 | 23,0 | 22,8 | 22,8 | 22,8 | 22,6 | 22,2 | 22,1 | ⌀ | 22,6 |
| Mittl. Tagesmax. (°C)  | 25,6 | 26,2 | 26,6 | 26,6 | 27,2 | 27,1 | 26,9 | 26,9 | 26,8 | 26,4 | 25,7 | 25,6 | ⌀ | 26,5 |
| Mittl. Tagesmin. (°C)  | 19,3 | 19,3 | 19,7 | 20,1 | 20,2 | 19,8 | 19,5 | 19,6 | 19,8 | 19,9 | 19,8 | 19,6 | ⌀ | 19,7 |
|                        |      |      |      |      |      |      |      |      |      |      |      |      |   |      |
| Niederschlag (mm)      | 204  | 159  | 188  | 213  | 157  | 102  | 116  | 145  | 164  | 190  | 260  | 246  | Σ | 2144 |
|                        |      |      |      |      |      |      |      |      |      |      |      |      |   |      |
| Sonnenstunden (h/d)    | 6,4  | 6,5  | 7,4  | 7,5  | 7,7  | 8,0  | 8,0  | 7,7  | 7,6  | 7,6  | 7,4  | 6,9  | ⌀ | 7,4  |
|                        |      |      |      |      |      |      |      |      |      |      |      |      |   |      |
| Regentage (d)          | 18   | 16   | 18   | 19   | 16   | 14   | 15   | 16   | 17   | 18   | 19   | 19   | Σ | 205  |
|                        |      |      |      |      |      |      |      |      |      |      |      |      |   |      |
| Luftfeuchtigkeit (%)   | 88   | 86   | 86   | 88   | 86   | 84   | 83   | 83   | 84   | 87   | 89   | 89   | ⌀ | 86,1 |

| 19,3 |

| 19,3 |

| 19,7 |

| 20,1 |

| 20,2 |

| 19,8 |

| 19,5 |

| 19,6 |

| 19,8 |

| 19,9 |

| 19,8 |

| 19,6 |

| 19,3 |

| 19,3 |

| 19,7 |

| 20,1 |

| 20,2 |

| 19,8 |

| 19,5 |

| 19,6 |

| 19,8 |

| 19,9 |

| 19,8 |

| 19,6 |

### Administrative Gliederung
Die Stadt gliedert sich seit 1982 in zwei Distrikte/Unterbezirke (indonesisch Kecamatan) mit 13 städtische geprägten Dörfern (indonesisch Kelurahan). Diese gliedern sich weiterhin in 54 RW (indonesisch Rukun Warga, Bürgerverbände) und 251 RT (indonesisch Rukun Tetangga, Nachbarschaftsvereine).
Im Volkszählungsjahr 2020 gab es 17.196 Haushalte mit durchschnittlich 4,27 Personen pro Haushalt.
| Code 1   | Kecamatan Distrikt | Ibu Kota Verwaltungssitz | Fläche (km²) | Einw. Zensus 2010 2 | Volkszählung 2020 | Volkszählung 2020 | Volkszählung 2020 | Anzahl der Kelurahan |
| Code 1   | Kecamatan Distrikt | Ibu Kota Verwaltungssitz | Fläche (km²) | Einw. Zensus 2010 2 | Einw. 3           | 0Dichte 40        | Sex Ratio 5       | Anzahl der Kelurahan |
| -------- | ------------------ | ------------------------ | ------------ | ------------------- | ----------------- | ----------------- | ----------------- | -------------------- |
| 13.72.01 | Lubuk Sikarah      | Tanah Garam              | 35,00        | 32.645              | 40.720            | 1.163,4           | 102,21            | 7                    |
| 13.72.02 | Tanjung Harapan00  | Tanjung Paku             | 22,64        | 26.751              | 32.718            | 1.445,1           | 100,59            | 6                    |
| 13.72    | Kota Solok         | Lubuk Sikarah            | 57,64        | 59.396              | 73.428            | 1274.1            | 101,49            | 13                   |

## Demographie
Zur Volkszählung von 1990 lebten hier 42.702 Menschen, zur fünften Volkszählung im September 2000 (indonesisch Sensus Penduduk – SP2000) waren es bereit 48.120 – 24.418 Frauen (50,74 %) und 23.702 Männer (49,26 %). Zehn Jahre später war der Frauenanteil um 0,17 Prozent gesunken (30.037 Frauen = 50,57 % ÷ 29.359 Männer = 49,43 %). Beim letzten Zensus von 2020 kippte schließlich der Frauenüberschuss und deren Anteil sank um fast ein Prozent (36.990 Männer = 50,37 % ÷ 36.448 Frauen = 49,63 %). Die weitere Tendenz (06/2023) zeigt ein weiteres Absinken des Frauenanteiles.
Die vorherrschende Religion war und ist der Islam. Der Anteil der Christen (512 Protestanten, 269 Katholiken) lag im Jahr 2020 bei 1,04 Prozent. Erwähnenswert sind noch zehn Buddhisten. 2020 gab es gebäudemäßig nur 66 Moscheen und 85 kleinere Gebetsräume (indonesisch Mushola).

### Soziale Daten 2020

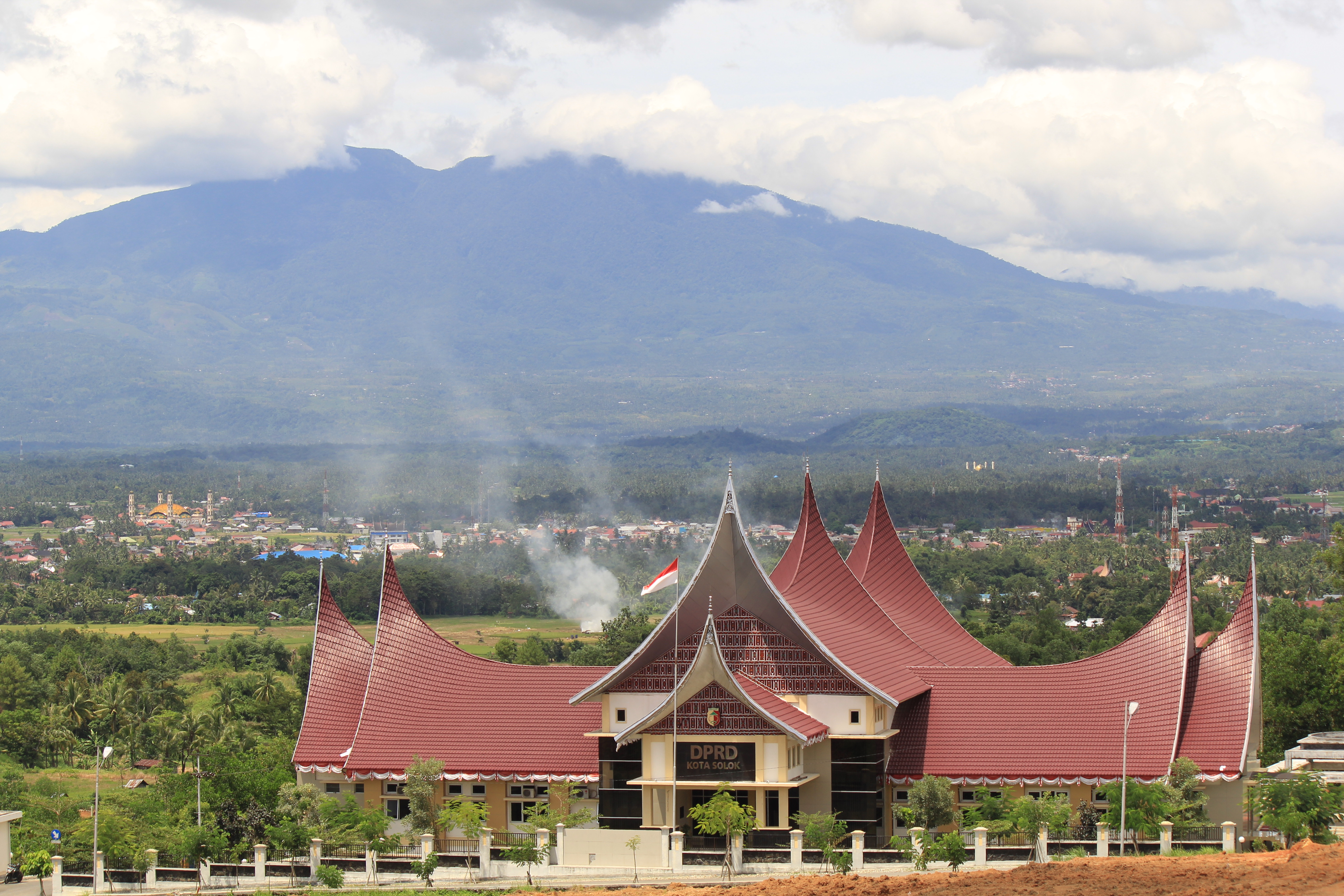
Gebäude des Rates der Volksvertretung (DPRD)

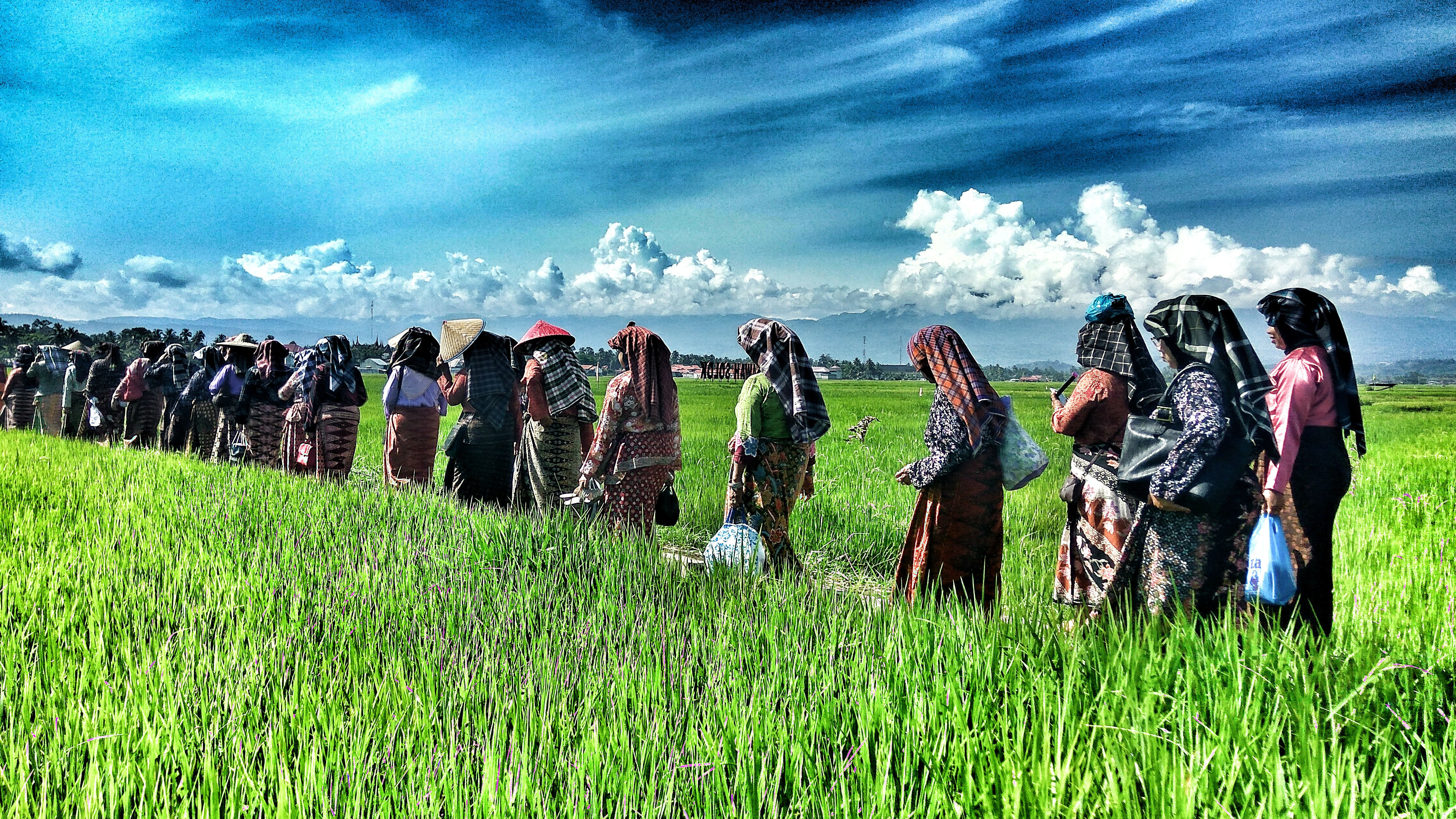
Frauen in Reisfeldern

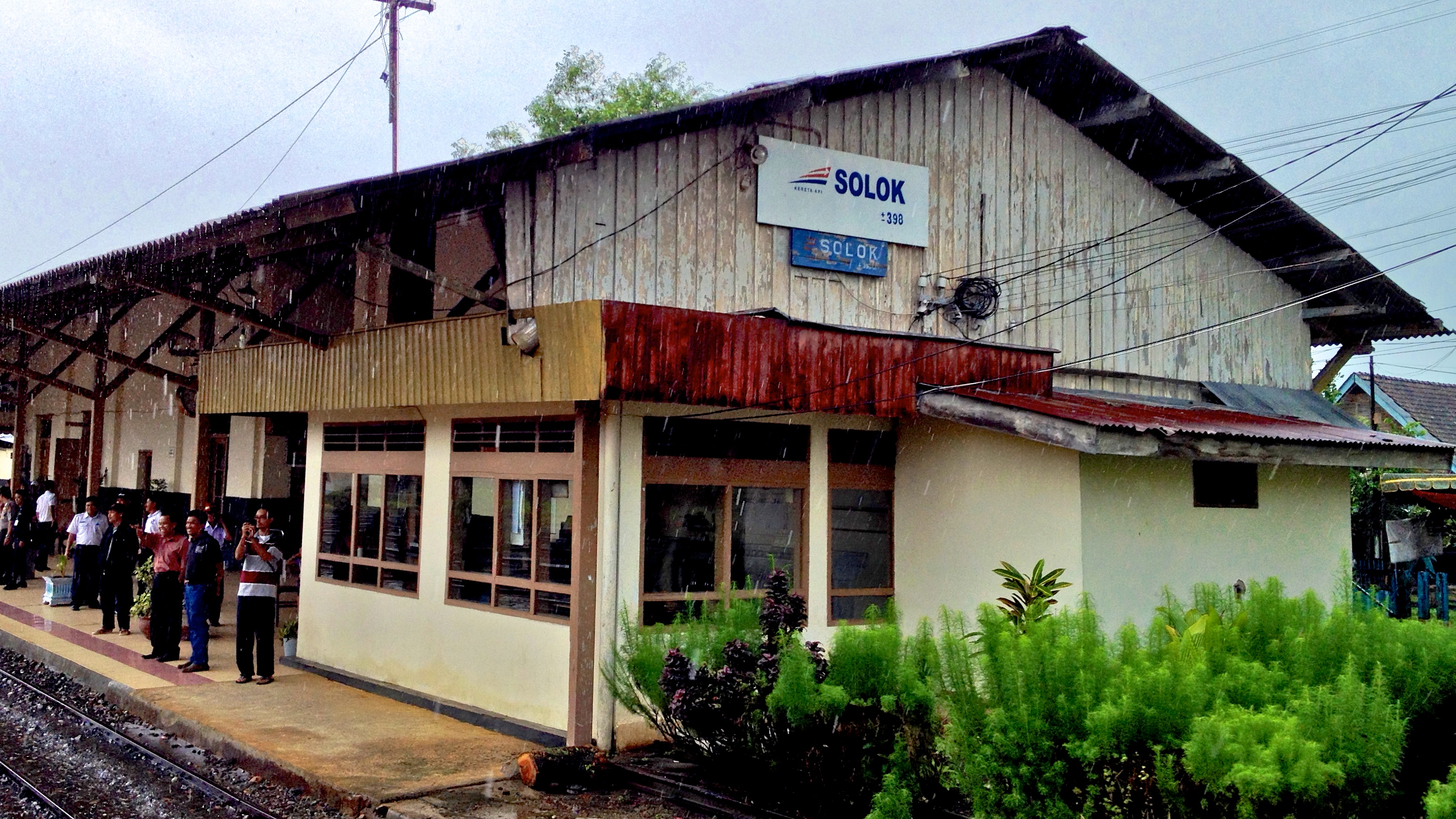
Bahnhofsgebäude

| Merkmal                                                            | Kabupaten | 0Provinz Sumatra Barat0 |
| ------------------------------------------------------------------ | --------- | ----------------------- |
| Bevölkerung unterhalb der Armutsgrenze (Tsd.)0                     | 01,99     | 344,23                  |
| Anteil der „armen Bevölkerung“ (indonesisch Penduduk miskin) (%)00 | 02,77     | 006,28                  |
| Arbeitslosenrate (%)                                               | 08,35     | 006,88                  |
| Lebenserwartung bei der Geburt (Jahre)                             | 73,61     | 069,47                  |
| HDI-Index                                                          | 78,29     | 072,38                  |
| Analphabetenrate (in %, 15–64 J.)                                  | 00,39     | 000,41                  |
| Abhängigenquotient 1                                               | 47,01     | 047,09                  |
| Anteil der Altersgruppen                                           | 0Real0    | 0Prozentual0            |
| Kinder (<15 J.)                                                    | 20.1060   | 027,38                  |
| arbeitsfähige Bevölkerung (15–64 J.)                               | 49.9270   | 067,99                  |
| Rentner und Pensionäre (>65 J.)                                    | 03.4050   | 004,64                  |

### Aktuelle Bevölkerungsdaten für die Jahre 2020 bis 2022
Nachfolgende Tabelle gibt den Einwohnerstand zum Zensus im September 2020 sowie zum Jahresende 2022 (Semester II/2022) für jeden Keluran und  (zusammengefasst) für die zwei Kecamatan wieder. Die aktuellsten Daten entstammen der Fortschreibung durch die örtlichen Zivilregistrierungsbüros (Disdukcapil, indonesisch Dinas Kependudukan dan Pencatatan Sipil).
| Code          | Kecamatan               | Fläche (km²) | Bevölk. Zensus 2020 | Fläche 2022 | Bevölkerung Ende 2022 | Bevölkerung Ende 2022 | Bevölkerung Ende 2022 | Anzahl der | Anzahl der |
| Code          | Kelurahan               | Fläche (km²) | Bevölk. Zensus 2020 | Fläche 2022 | Gesamt                | männlich              | weiblich              | RT         | RW         |
| ------------- | ----------------------- | ------------ | ------------------- | ----------- | --------------------- | --------------------- | --------------------- | ---------- | ---------- |
| 13.72.01.1001 | Tanah Garam             | 24,36        | 15.499              | 27,17       | 16.883                | 8.544                 | 8.339                 | 6          | 17         |
| 13.72.01.1002 | VI Suku                 | 3,60         | 6.838               | 3,22        | 7.445                 | 3.720                 | 3.725                 | 4          | 15         |
| 13.72.01.1003 | Sinapa Piliang          | 0,64         | 1.623               | 0,45        | 1.602                 | 825                   | 777                   | 2          | 5          |
| 13.72.01.1004 | IX Korong               | 1,50         | 1.799               | 1,11        | 2.022                 | 1.007                 | 1.015                 | 3          | 6          |
| 13.72.01.1005 | Kampai Tabu Karambia000 | 1,35         | 2.765               | 1,22        | 2.943                 | 1.495                 | 1.448                 | 3          | 9          |
| 13.72.01.1006 | Aro IV Korong           | 1,25         | 3.443               | 1,49        | 3.386                 | 1.658                 | 1.728                 | 4          | 8          |
| 13.72.01.1007 | Simpang Rumbio          | 2,30         | 8.753               | 2,46        | 9.258                 | 4.618                 | 4.640                 | 5          | 12         |
| 13.72.01.0000 | Lubuk Sikarah           | 35,00        | 40.720              | 37,12       | 43.539                | 21.867                | 21.672                | 27         | 75         |
| 13.72.02.1001 | Koto Panjang            | 0,21         | 1.880               | 0,11        | 2.064                 | 1.029                 | 1.035                 | 3          | 10         |
| 13.72.02.1002 | Pasar Pandan Air Mati   | 0,69         | 5.593               | 0,71        | 6.325                 | 3.188                 | 3.137                 | 5          | 14         |
| 13.72.02.1003 | Tanjung Paku            | 2,35         | 6.043               | 3,53        | 6.434                 | 3.205                 | 3.229                 | 6          | 13         |
| 13.72.02.1004 | Nan Balimo              | 7,59         | 9.273               | 4,20        | 9.790                 | 4.926                 | 4.864                 | 5          | 19         |
| 13.72.02.1005 | Kampung Jawa            | 3,65         | 8.164               | 4,52        | 8.943                 | 4.451                 | 4.492                 | 6          | 15         |
| 13.72.02.1006 | Laing                   | 8,15         | 1.765               | 10,68       | 1.962                 | 971                   | 991                   | 2          | 5          |
| 13.72.02.0000 | Tanjung Harapan         | 22,64        | 32.718              | 23,76       | 35.518                | 17.770                | 17.748                | 27         | 76         |
| 13.72.0.00000 | KOTA SOLOK              | 57,64        | 73,438              | 60,88       | 79.057                | 39.637                | 39.420                | 54         | 151        |